# Diplazium ternatum
Diplazium ternatum là một loài thực vật có mạch trong họ Woodsiaceae. Loài này được Liebm. miêu tả khoa học đầu tiên năm 1849.